# Detlef Hiller

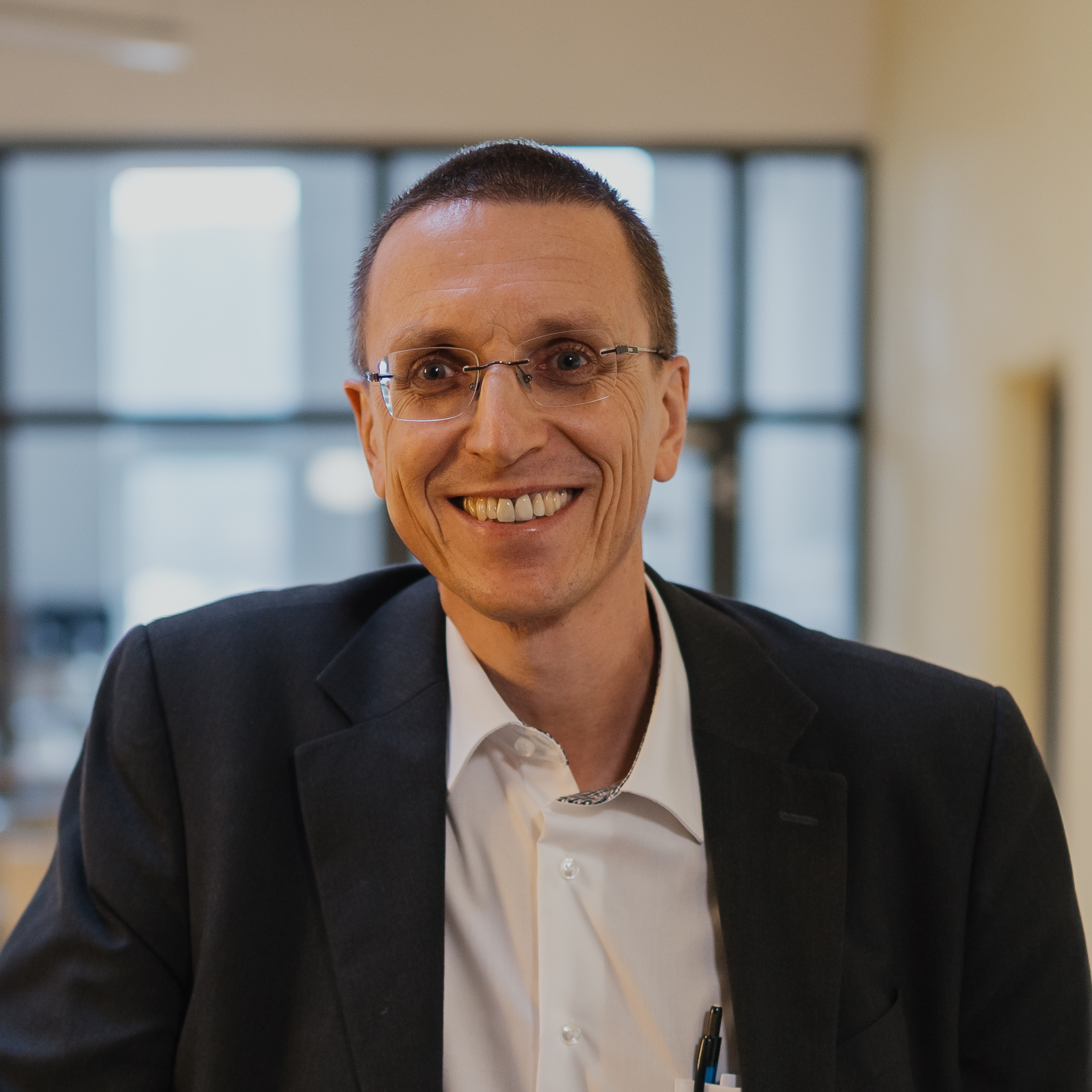
Detlef Hiller 2021

Detlef Hiller (* 1964) ist ein deutscher Theologe, Politologe, Pädagoge, Professor für Internationale Soziale Arbeit an der Internationalen Hochschule Liebenzell und Leiter des dortigen LIMRIS-Instituts.

## Leben
Detlef Hiller absolvierte von 1985 bis 1991 ein Master-Studium der Politikwissenschaft an der Rheinischen Friedrich-Wilhelms-Universität Bonn. Danach war er bis 2005 Referatsleiter für Asien und Osteuropa des Kindernothilfe e.V. in Duisburg, wo er durch intensive Kontakte zu Partnern in Pakistan Erfahrung im Bereich der internationalen Entwicklungszusammenarbeit aufbauen konnte. Berufsbegleitend studierte er ab 1996 Erziehungswissenschaft an der Fernuniversität in Hagen, das er 2001 mit dem Master abschloss. 2005 bis 2010 folgte ein Studium der Evangelischen Theologie an der Kirchlichen Hochschule in Wuppertal. Dort schloss sich ein Promotionsstudium an, das er 2014 mit seiner Dissertation über Das neue pakistanische Christentum. Die „Charismatisierung“ des Glaubensverständnisses und der Glaubenspraxis pakistanischer Christen anhand der Bedeutung von „healing and deliverance“ zum Dr. theol. abschloss.
An der Internationalen Hochschule Liebenzell ist er seit 2015 Professor für Internationale Soziale Arbeit mit dem Schwerpunkt Interkulturelle Pädagogik und Entwicklungszusammenarbeit, seit 2016 Studiengangsleiter für B.A. Theologie/Soziale Arbeit im interkulturellen Kontext und 2018/2019 Leiter des LIMRIS-Instituts der IHL.
Seine Forschungsschwerpunkte sind Pentekostale Theologie; Heilung und Befreiung; Partizipative Ansätze in der Entwicklungszusammenarbeit; Berufspädagogische Ansätze im interkulturellen Setting.
Mitgliedschaften
- CVJM-Blickwechsel e.V. Essen-Frohnhausen (Vorsitzender)[4]
- Neue Wege Stiftung (Stifter und Vorsitzender)[5]
- Neue Wege gGmbH (Gesellschafter)
- Interdisziplinärer Arbeitskreis Pfingstbewegung
- Förderverein Kirchliche Hochschule Wuppertal/Bethel
- Deutsche Gesellschaft für Missionswissenschaft e.V. (Verwaltungsrat)[6]

Ab 1997 war Hiller geringfügig und seit 2005 teilzeitlich als pädagogischer Betreuer in der Kinder- und Jugendhilfe in Essen tätig. Seit 2005 arbeitet er freiberuflich als Coach und Berater für Organisationsberatung, Humanitäre Hilfe und Entwicklungszusammenarbeit.
Zusammen mit seiner Frau Regina Hiller (Psychologin) hat er in den Jahren 2013/2014 das therapeutisch-pädagogische Zentrum „Villa Löwenherz“ aufgebaut, eine vollstationäre Einrichtung der Kinder- und Jugendhilfe in Dortmund und seit 2018 auch in Schwerte, in der schwer traumatisierte Kinder therapeutisch und pädagogisch betreut werden. Das Paar hat acht Pflegekinder und wohnt in Essen.

## Veröffentlichungen
- Krankenheilung und Exorzismus in „Charismatischen Bewegungen“ in der sogenannten „Dritten Welt“ am Beispiel der südindischen Organisation „Jesus Calls“ (Magisterschrift zur Erlangung des akademischen Grades „Magister der Theologie“ an der Kirchlichen Hochschule Wuppertal/Bethel, 2009, Online).
- Das neue pakistanische Christentum. Die „Charismatisierung“ des Glaubensverständnisses und der Glaubenspraxis pakistanischer Christen, untersucht anhand der Bedeutung von „healing and deliverance“ (Zugl. Dissertation, Kirchliche Hochschule Wuppertal 2014), Erlanger Verlag für Mission und Ökumene, Neuendettelsau 2015, ISBN 978-3-87214-361-7.
- mit Daniel Straß (Hrsg.): Morphologie der Übermoral. Zum Moralismus in gesellschaftlichen und theologischen Debatten, Evangelische Verlagsanstalt, Leipzig 2023, ISBN 978-3-374-07331-3.

Aufsätze
- Spirituelle Heilung und Exorzismen als Kennzeichen der ‚Charismatisierung‘ des neuen pakistanischen Christentums. Ein Forschungsbericht. In: Jürgen Schuster und Volker Gäckle (Hrsg.): Das Evangelium und die Religionen. Religionskundliche Frage – religionstheologische Folgerungen (Interkulturalität und Religion. Intercultural and Religious Studies 2), Münster 2015.
- mit Thomas Eisinger: Erlebnispädagogik und Migranten. Einige Vorüberlegungen. In: erleben und lernen, 24. Jg. Augsburg 3&4/2016.
- Pakistanische Christen: Dhimmi oder Staatsbürger? Eine historische und gesellschaftliche Analyse von der Entwicklung einer Idee von Staat und Gesellschaft. In: Jürgen Schuster und Volker Gäckle (Hrsg.): Religionsfreiheit, Meinungsfreiheit und christlicher Glaube, Berlin 2017.
- Herausforderung Migration und Integration – was bedeutet das für christliche Gemeinden in Deutschland? Ein kritischer Blick auf einige Fakten aus politischer, sozioökonomischer und pädagogischer Sicht. In: Meiken Buchholz, Markus Dubach, Friedemann Knödler (Hrsg.): Integration, Multikulturalität und christliche Gemeinde, Referate der Jahrestagung 2017 von missiotop, edition missiotop – mission reports 25, Nürnberg 2018.